# Вітімо-Олекминський національний округ
Вітімо-Олекмінський національний округ, Вітімо-Олекмінський НО (рос. Витимо-Олёкминский национальный округ) — національний округ евенків у СРСР, утворений постановою Президії ВЦВК від 10 грудня 1930 в складі Східно-Сибірського краю. З 26 вересня 1937 входив до Читинської область. Скасовано 21 вересня 1938.
Адміністративним центром округу спочатку було село Усть-Муя, а потім — село Усть-Калакан.

## Географічне положення
Округ розташовувався в межиріччі Вітіма і Олекми. Займав північну частину нинішнього Забайкальського краю і північний захід Тиндинського району Амурської області.

## Історія
Був організований в районі компактного проживання евенків. До складу округу увійшли:
- Зі Східно-Сибірського краю південний край Бодайбинського району, так званий Каларський кут, і Вітімо-Карензький тубільний район;
- З Якутської АРСР територія в районі річок Нюкжа і Олекми, так званий Тупіковський тубільний район.

Тимчасовим центром округу було призначено село Усть-Муя. Пізніше центр було перенесено в село Усть-Калакан.
26 вересня 1937 на підставі Постанови ЦВК СРСР «Про поділ Східно-Сибірської області на Іркутську і Читинську області» Вітімо-Олекминський національний округ було віднесено до Читинської області
Постановою оргкомітету Верховної Ради РРФСР від 21 вересня 1938 Вітімо-Олекмінський національний округ Читинської області було скасовано, а його райони передані в пряме підпорядкування Читинської області..

## Населення
За даними на 1.01.1931 в окрузі проживало 9240 чол., У тому числі 2000 (22%) міського населення і 7240 (78%) сільського і кочового. У середині 1930-х років в окрузі було 3 робочих селища: ім. 11 жовтня (статус присвоєно в 1930 році), Калакан і Блюхеровськ (обидва отримали статус в 1933 році).
До 1.01.1936 року населення досягло 10,4 тис. Чол. У населенні переважали росіяни і евенки. Також було близько 250 якутів.